# ۳-د هیدروکوینیک اسید
۳-د هیدروکوینیک اسید (به انگلیسی: 3-Dehydroquinic acid) با فرمول شیمیایی C7H10O6 با شناسه پاب‌کم 169132 و جرم مولی ۱۹۰٫۱۵۲ گرم بر مول یک هیدروکسی اسید است . هیدروکسی اسیدها گروهی از اسیدهای کربوکسیلیک هستند که یک گروه عاملی هیدروکسیل به آنها افزوده شده است. 